# Stenobracon unifasciatus
Stenobracon unifasciatus är en stekelart som först beskrevs av Brulle 1846.  Stenobracon unifasciatus ingår i släktet Stenobracon och familjen bracksteklar. Inga underarter finns listade i Catalogue of Life.